# Neuropilo
In neuroanatomia il neuropilo è la regione compresa tra i vari corpi cellulari (pirenofori) dei neuroni della sostanza grigia dell'encefalo e del midollo spinale (ovvero del sistema nervoso centrale). Consiste di un denso intreccio di terminali assonici, dendriti e processi delle cellule gliali (astrociti e oligodendrociti); comprende anche le connessioni sinaptiche tra le ramificazioni assoniche e i dendriti.
La sostanza bianca, composta principalmente dagli assoni con la loro guaina mielinica e dalla glia, non è generalmente considerata parte del neuropilo.
Il termine "neuropilo" deriva dal greco νεῦρον nêuron, "nervo", e πῖλος pîlos, "feltro".